# Amira
Az Amira valószínűleg az Amir arab eredetű férfinév női párja, (eredetileg أميرة – Amīra, magyarosan Amíra). Jelentése: hercegnő.

## Gyakorisága
Az újszülötteknek adott nevek körében az 1990-es években szórványosan fordult elő. A 2000-es években egészen 2007-ig nem, de utána a 87-92. helyen szerepelt, majd a 2010-es években a 84-35. helyen volt a 100 leggyakrabban adott női név között, a népszerűsége nő.
A teljes népességre vonatkozóan az Amira sem a 2000-es, sem a 2010-es években nem szerepelt a 100 leggyakrabban viselt női név között.

## Névnapok
augusztus 31.

## Híres Amirák
- Amira Casar francia színésznő
- Amíra Hász izraeli publicista és baloldali aktivista
- Amira Willighagen holland énekes